# Dustin Hawke Willingham
Dustin Hawke Willingham (8 gennaio 1983) è un ex giocatore di football americano e allenatore di football americano statunitense che ha giocato come quarterback.

## Palmarès
- 2 NM-Finale (Oslo Vikings, 2016[1]; Eidsvoll 1814's, 2022[2])